# Meteor (марка автомобилей)

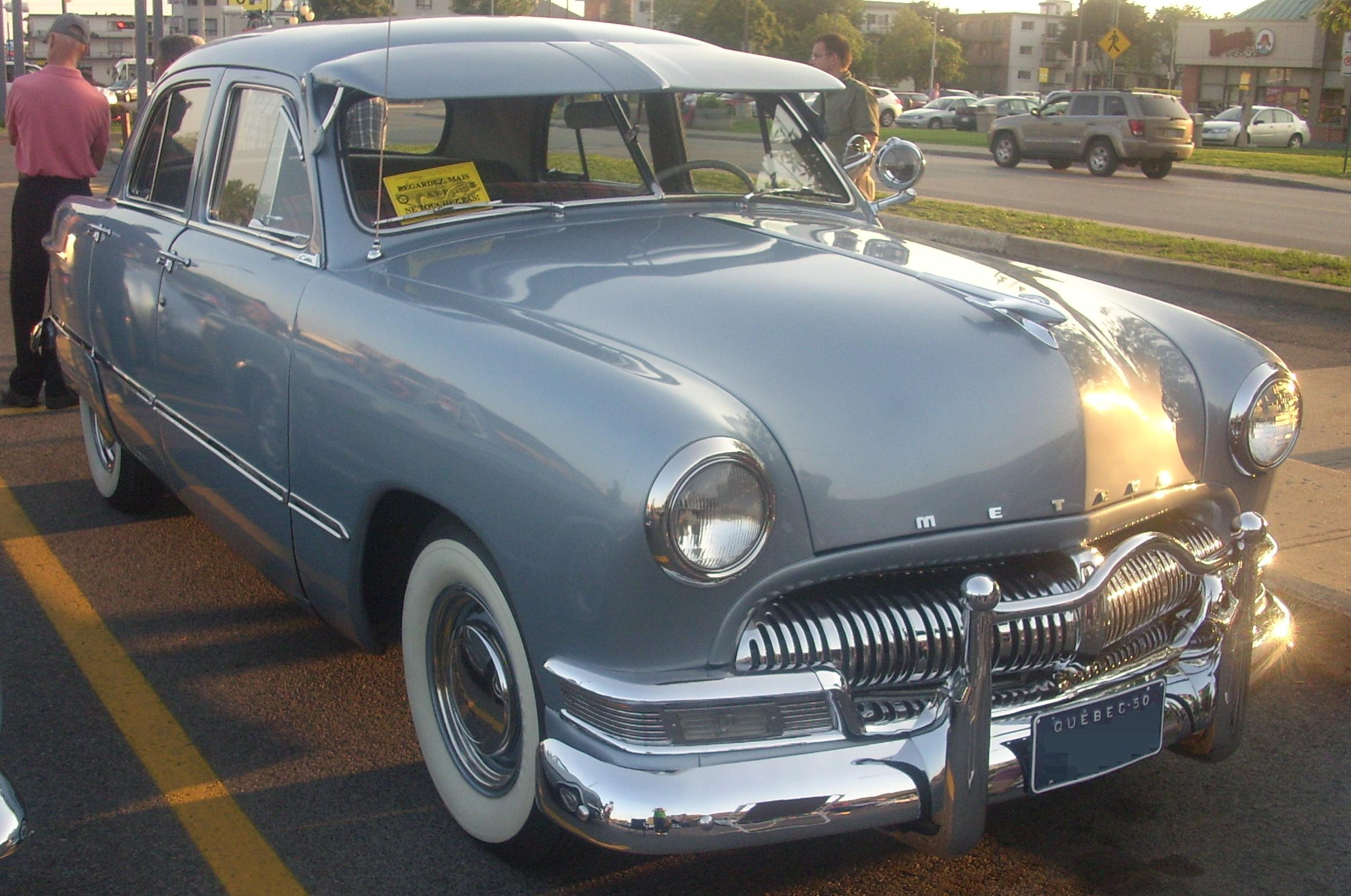
1950 Meteor Sedan — Ford модели 1950 года с решёткой радиатора от Mercury того же года.

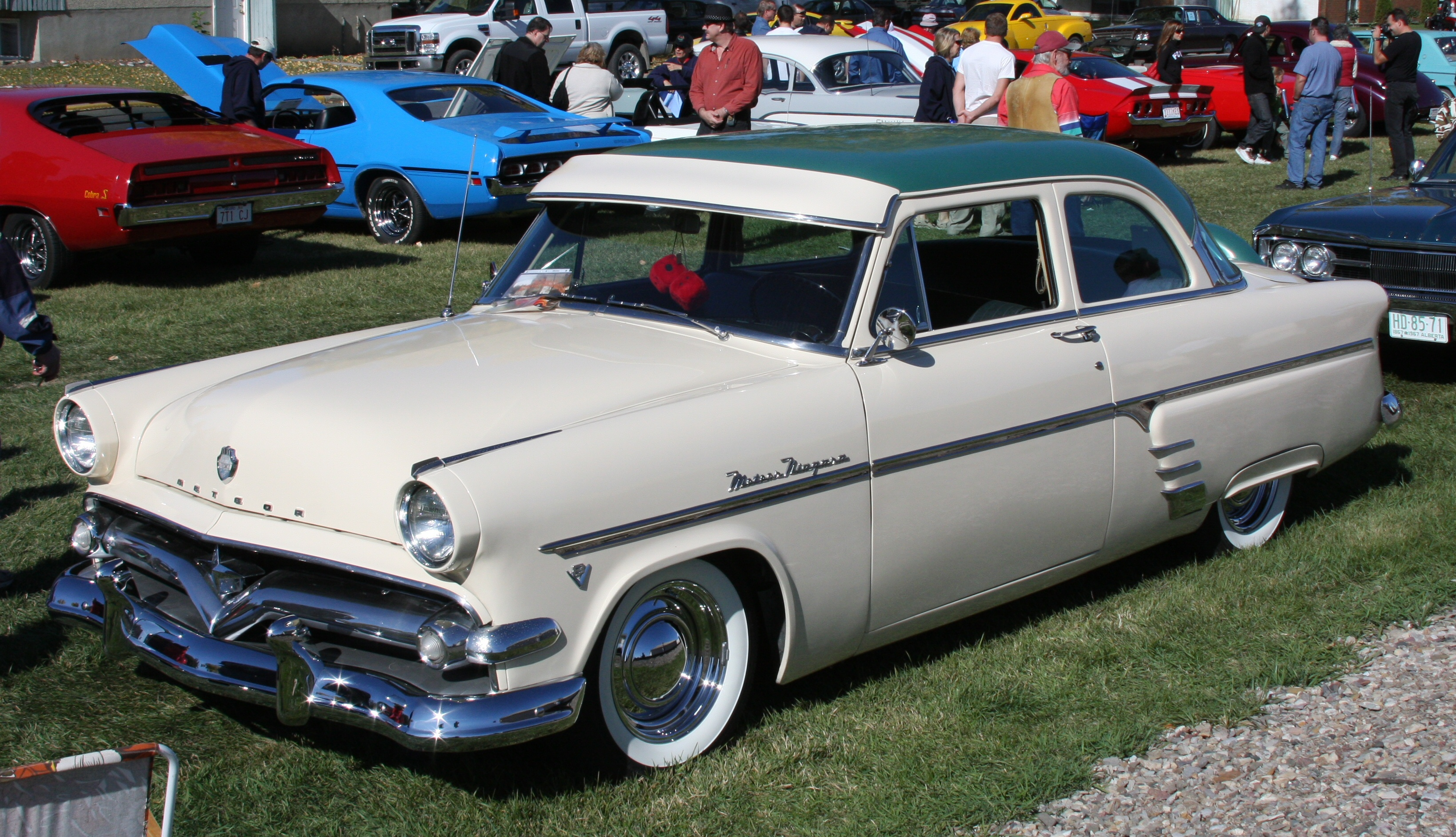
1954 Meteor Niagara — аналог 1954 Ford Crestline.

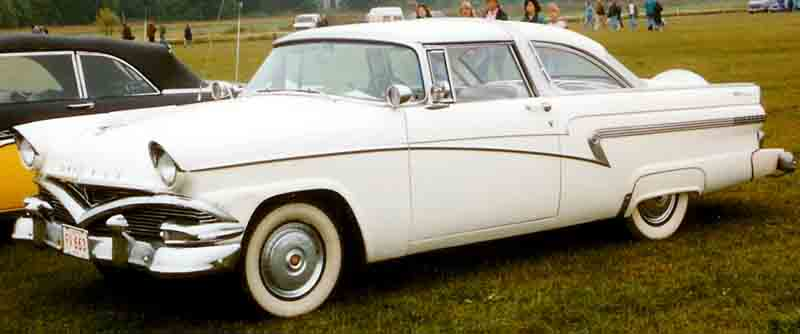
1956 Meteor Rideau Crown Victoria — аналог 1956 Ford Crown Victoria.

Meteor — использовавшийся с 1949 по 1961 и с 1964 по 1976 модельные годы канадский автомобильный бренд нижнего-среднего ценового диапазона, принадлежавший Ford Motor Company.
«Метеоры» представляли собой кузова серийных американских «Фордов», но с декоративной отделкой в духе более престижных «Меркури» и использованием ряда позаимствованных у них деталей, а также лучше укомплектованные. Отдельный бренд, расположенный по уровню цен и престижности на полпути между «Фордом» и «Меркури» (Monarch в Канаде), понадобился канадскому филиалу «Форда» для того, чтобы напрямую конкурировать с пользовавшимися в Канаде популярностью «Понтиаками» производства General Motors.
Meteor модели 1949 года был представлен ещё 25 июня 1948 календарного года, до официального начала модельного года. Он использовал кузов от Ford того же года и облицовку передка от Mercury. Нижнеклапанный 239-кубовый V8 (3 920 см³) был позаимствован у высшей комплектации «Форда» для американского рынка и развивал 100 л.с. (bhp) — как и на канадских «Фордах», нижнеклапанные двигатели устанавливать на «Метеоры» вплоть до 1955 модельного года, в то время, как американские «Форды» получили верхнеклапанный Y-block V8 уже в 1954. Впоследствии на автомобилях этой марки стали доступны и шестицилиндровые двигатели.
В 1949—1959 годах марка Meteor занимала на канадском рынке автомобилей четвёртое место по продажам, пропустив вперёд себя Chevrolet, Pontiac и Ford.
С 1961 по 1963 модельный годы имя Meteor не использовалось, чтобы избежать путаницы с выпускавшимся в США автомобилем Mercury Meteor.
После 1968 года автомобили «Метеор» — модели Rideau 500 and Montcalm — получили двойное обозначение марки: Mercury Meteor. После 1976 года слово Meteor из обозначения окончательно исчезло.